# Ramón Zabalo
Ramón Zabalo Zubiaurre (n. 10 iunie 1910 - d. 2 ianuarie 1967) a fost un fotbalist spaniol care a jucat pentru echipa FC Barcelona și echipa națională de fotbal a Spaniei.